# Zschopau
Zschopau (niem. wym. ˈtʃoːpaʊ, górnołuż. Sapawa) – miasto w Niemczech, w kraju związkowym Saksonia, w okręgu administracyjnym Chemnitz, w powiecie Erzgebirgskreis, nad rzeką Zschopau, siedziba wspólnoty administracyjnej Zschopau. Liczy ok. 9,7 tys. mieszkańców (według danych z roku 2013).

## Historia

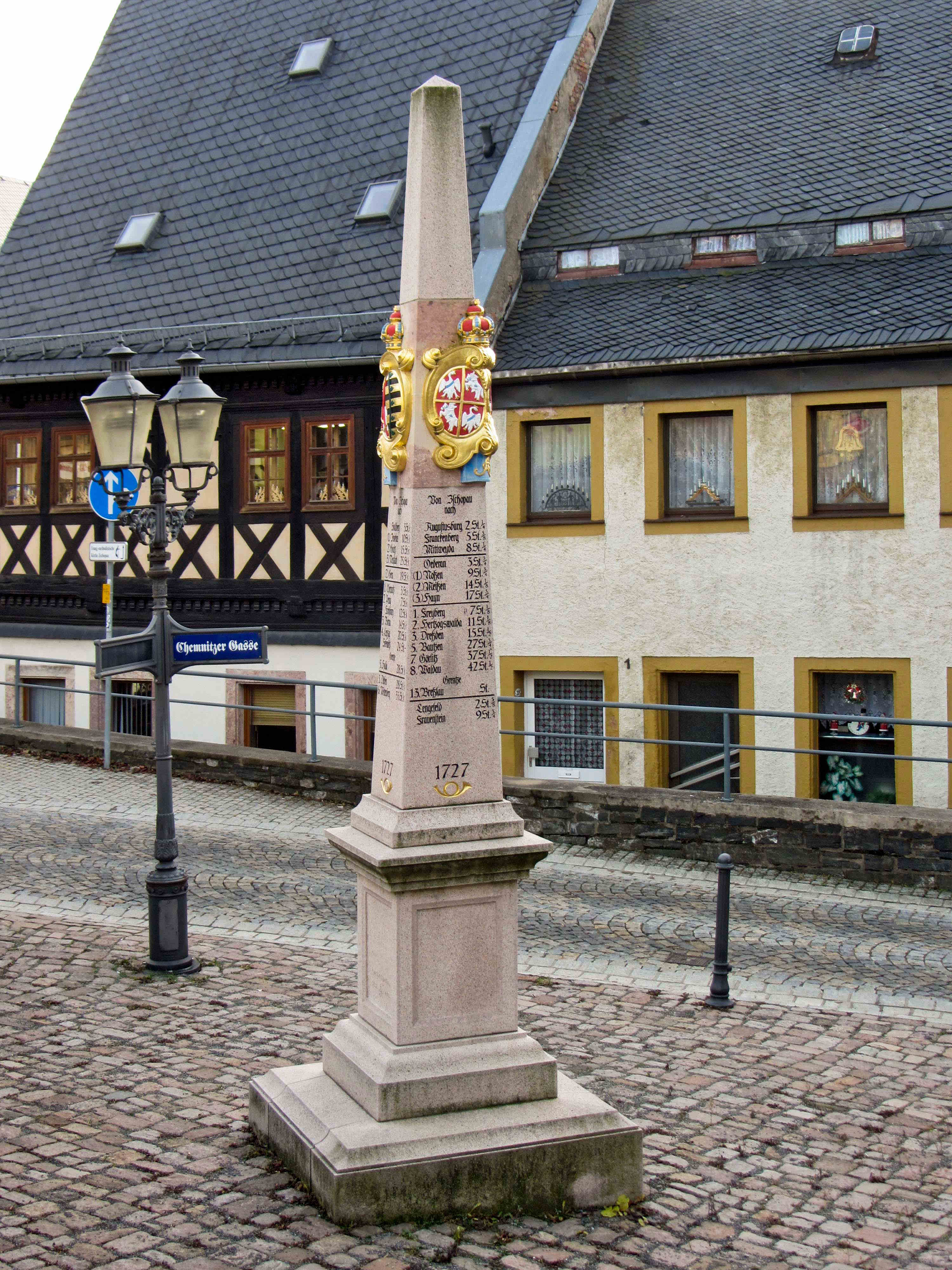
Słup dystansowy poczty polsko-saskiej z 1727 roku

Od połowy XV wieku znajdowało się we władaniu Wettynów; w wieku XVI Maurycy Saski wybudował tu swój pałac myśliwski, nazywany Jagdeck.

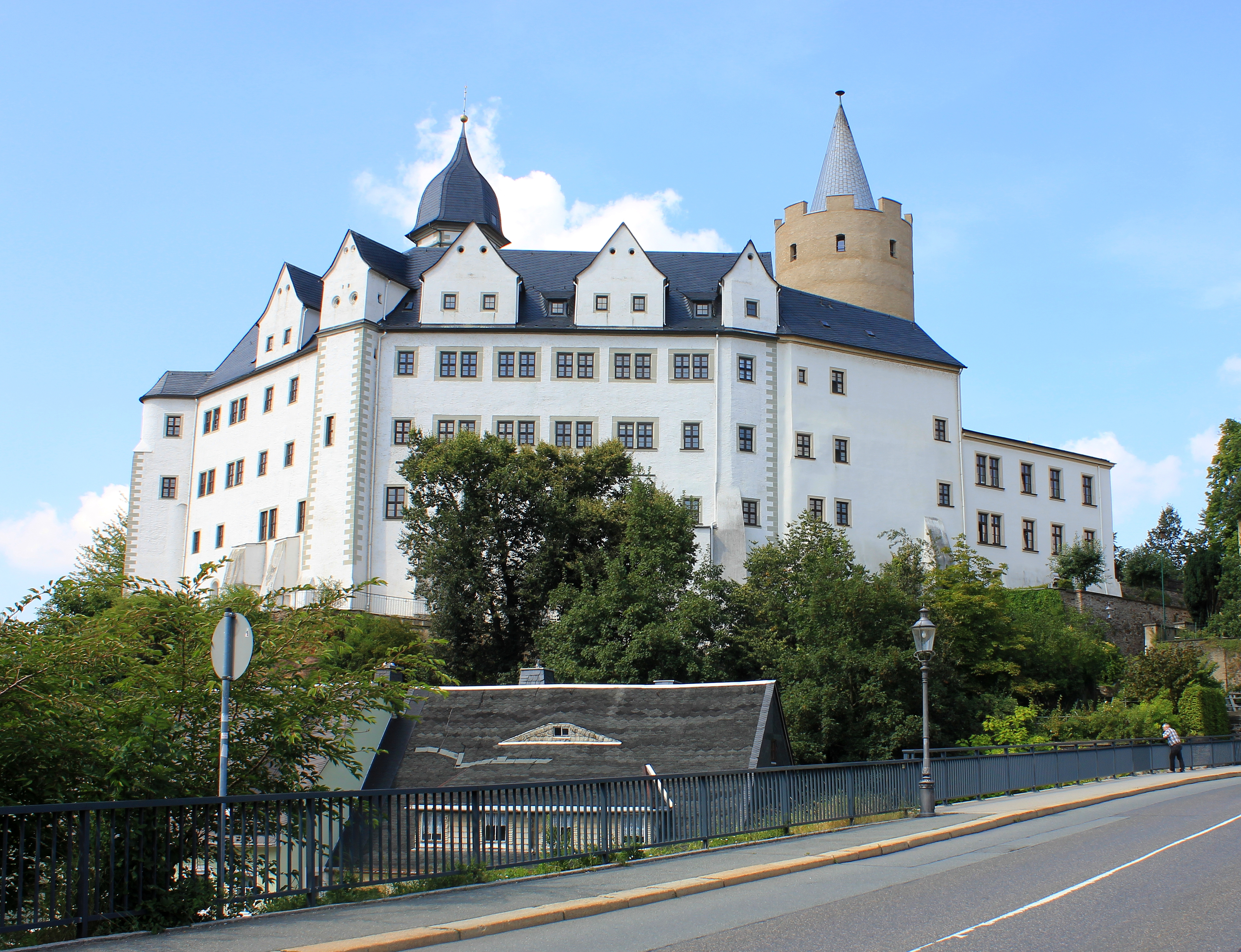
Zamek Wildeck

## Współpraca
Miejscowości partnerskie:
- Louny, Czechy
- Neckarsulm, Badenia-Wirtembergia
- Unterschneidheim, Badenia-Wirtembergia (kontakty utrzymuje dzielnica Krumhermersdorf)
- Veneux-les-Sablons, Francja